# Vai Lahi
Vai Lahi (tonganski : velika voda) središnje je kratersko jezero tonganskog otoka Niuafoʻou. Otok je najsjeverniji otok Tonge, a nalazi se oko 570 km sjeverno od glavnog otoka kraljevstva, Tongatapu. Niuafoʻou je prstenastog oblika, i rub je aktivnog vulkana. Otočni prsten obuhvaća dva velika jezera, Vai Lahi i mnogo manje Vai Vai Siʻi (također poznato kao Vai Mataʻaho), te nekih osam mnogo manjih jezera.
Vai Lahi je kratersko jezero otprilike kružnog oblika promjera 4 kilometra. Godine 1935. je zabilježeno da je površina jezera bila 23 metra iznad razine mora, a sada se vjeruje da je blizu razine mora. Isto istraživanje koje je izvijestilo o ovim novim otkrićima također je otkrilo da je dubina jezera znatno veća nego što se prije mislilo; Dugo se smatralo da doseže najviše 84 metra, a nedavno je otkriveno da je na najdubljoj točki duboko 121 metar. Jezero ima opseg od 15,5 kilometara, a površinu od 13.6 km2. Vai Lahi ima zapreminu od gotovo jednog kubnog kilometra. Vode jezera su tople i blago alkalne.
Jezero sadrži tri otoka i potopljeni otok koji se pojavljuje kada razina vode padne. Najveći od ovih otoka je središnji Motu Lahi (Veliki otok). Ostali otoci su Motu Molemole, Motu Siʻi, i efemerni Motu ʻAʻAli.
Niuafoʻou je bio sporadično aktivan kroz zabilježenu povijest, sa šest erupcija tijekom dvadesetog stoljeća. Najjača od njih, 1946., rezultirala je evakuacijom otoka, a prvim skupinama stanovnika dopušten je povratak na otok tek 1958..

## Vanjske poveznice
- Slika Vai Lahija